# Maliti
Maliti is een bestuurslaag in het regentschap West-Soemba van de provincie Oost-Nusa Tenggara, Indonesië. Maliti telt 2625 inwoners (volkstelling 2010).